# Реінжиніринг
Реінжинí́ринг (reengineering) — комплексна процедура, яка передбачає розробку нових ділових процесів у фірмі або підприємстві шляхом радикального перепроектування (ре-інжинірінгу) існуючих процесів, зазвичай на основі інтенсивного використання у нових процесах електронних систем, зміни умов ведення бізнесу, що у свою чергу дає можливість отримання додаткових конкурентних переваг.
Засновником терміна «реінжиніринг» вважають Майкла Хаммера. За його визначенням, реінжиніринг — це фундаментальне переосмислення і радикальне перепроєктування бізнес-процесів з метою досягнення істотного поліпшення якості функціонування.